# 916 TCN
916 TCN là một năm trong lịch La Mã.